# USS Nelson (DD-623)
USS Nelson (DD-623) là một tàu khu trục lớp Gleaves được Hải quân Hoa Kỳ chế tạo trong Chiến tranh Thế giới thứ hai. Nó đã tham gia suốt Thế Chiến II, sống sót qua cuộc xung đột, ngừng hoạt động năm 1947 và bị tháo dỡ năm 1969. Nó là chiếc tàu chiến duy nhất của Hải quân Hoa Kỳ được đặt theo tên Chuẩn đô đốc Charles P. Nelson (1877-1935), người tham gia cuộc Chiến tranh Tây Ban Nha-Hoa Kỳ và Chiến tranh Thế giới thứ nhất.

## Thiết kế và chế tạo
Nelson được chế tạo tại xưởng tàu của hãng Federal Shipbuilding and Drydock Company ở Kearny, New Jersey. Nó được đặt lườn vào ngày 7 tháng 5 năm 1942; được hạ thủy vào ngày 15 tháng 9 năm 1942, và được đỡ đầu bởi bà Nelson Stewart, con gái Chuẩn đô đốc Nelson. Con tàu được cho nhập biên chế cùng Hải quân Hoa Kỳ vào ngày 26 tháng 11 năm 1942 dưới quyền chỉ huy của Thiếu tá Hải quân M. M. Riker.

## Lịch sử hoạt động

### Đại Tây Dương và Địa Trung Hải
Sau khi hoàn tất chạy thử máy dọc theo bờ biển Đại Tây Dương, Nelson trình diện để phục vụ cùng Hạm đội Đại Tây Dương vào ngày 21 tháng 1 năm 1943. Cho đến ngày 29 tháng 5, nó làm nhiệm vụ hộ tống vận tải trong vai trò soái hạm của Hải đội Khu trục 17, thực hiện những chuyến đi đến Bermuda, Port of Spain, Trinidad, Dakar, Tây Phi; Aruba, Tây Ấn thuộc Hà Lan; Casablanca và Gibraltar.

#### Đổ bộ Sicily
Sau khi hoàn tất một đợt huấn luyện ngắn tại Norfolk, Virginia, Nelson lên đường vào ngày 7 tháng 6 để tham gia Chiến dịch Husky, cuộc đổ bộ lực lượng Đồng Minh lên Sicily, Ý. Trong khi vượt đại dương, nó hộ tống cho tàu tuần dương hạng nhẹ Boise (CL-47), đi đến Algiers vào ngày 20 tháng 6. Phục vụ như là soái hạm của Tư lệnh Lực lượng Đặc nhiệm 81 trong chiến dịch Sicily, nó được phân công hoạt động cùng Lực lượng Đặc nhiệm phía Tây, có nhiệm vụ đổ bộ binh lính tấn công lên các bãi gần Gela, Sicily, mở rộng khu vực chiếm đóng và chiếm một sân bay gần đó tại Ponte Olivo.
Lúc 02 giờ 46 phút ngày 10 tháng 7, đợt đầu tiên bắt đầu tấn công lên các bãi đổ bộ tại Gela, chỉ chịu đựng sự kháng cự không đáng kể; tuy nhiên, đợt thứ hai chịu đựng hỏa lực pháo phòng thủ mạnh hơn nhiều; các xuồng đổ bộ gặp phải hỏa lực bắn trực tiếp của đối phương. Đến 03 giờ 00, tiến hành tuần tra về phía Đông khu vực vận chuyển. Không lâu sau bình minh, máy bay đối phương xuất hiện từ phía thung lũng sông Acate ở bờ biển phía Đông, tìm cách ném bom và bắn phá vào tàu bè, xuồng đổ bộ và binh lính Đồng Minh. Chiếc tàu khu trục đã phải hướng hỏa lực phòng không vào những kẻ tấn công suốt ngày hôm đó; đến 12 giờ 30 phút nó nhận được tin tức về chiếc tàu chị em Maddox (DD-622) bị đánh chìm do trúng bom. Máy bay đối phương tiếp tục tấn công suốt ngày hôm sau, ném bom từ tầm cao xuống khu vực của Nelson, đánh trúng trực tiếp chiếc tàu liberty Robert Rowan. Lúc 23 giờ 02 phút, các con tàu thả những màn khói ngụy trang dày đặc, và các cuộc không kích bị đánh bại.
Máy bay ném bom bổ nhào của Không quân Đức lại tấn công bất ngờ từ hướng Đông Bắc lúc 17 giờ 33 phút ngày 12 tháng 7, thả bom và bắn phá càn quét. Nelson bắn rơi một máy bay đối phương lúc 17 giờ 42 phút, trước khi khởi hành một giờ sau đó cùng một đoàn tàu vận tải đi Algiers. Quay trở lại khu vực vào ngày 17 tháng 7, nó đảm nhiệm tuần tra chống tàu ngầm chung quanh Gela và Scoglitti cho đến ngày 23 tháng 7, khi nó quay trở về Algiers. Sau đó vào ngày 30 tháng 7, nó hộ tống các tàu chở quân đi đến cảng Palermo trên bờ biển phía Bắc Sicily. Trong hoạt động này, nó thường xuyên bị quấy phá bởi những cuộc không kích liên tục của máy bay Đức. Lúc 05 giờ 48 phút ngày 1 tháng 8, nó nổ súng vào một kẻ tấn công, bắn rơi đối thủ ở loạt đạn thứ ba.
Nelson quay trở về New York vào ngày 22 tháng 8, nơi Thiếu tá Thomas D. McGrath thay phiên cho Thiếu tá Riker chỉ huy con tàu vào ngày 3 tháng 9. Nó được phân nhiệm vụ hộ tống vận tải tại Bắc Đại Tây Dương trong suốt mùa Đông, vốn đưa nó ba lần đi đến Belfast, Bắc Ireland cũng như đi đến vịnh Greenock, Scotland và Gibraltar.

#### Đổ bộ Normandy
Vào tháng 5 năm 1944, Nelson đi sang Anh để tập trung lực lượng chuẩn bị cho Chiến dịch Overlord, cuộc Đổ bộ Normandy lên miền Bắc nước Pháp. Đang khi neo đậu cạnh một tàu chở dầu tại Plymouth, Anh vào ngày 24 tháng 5, chân vịt mạn trái của nó vướng vào một phao neo, khiến gây hư hại nghiêm trọng cho chân vịt và trục động cơ. Nó được đưa vào ụ tàu để sửa chữa, nơi chân vịt và trục bị đánh giá là không thể sửa chữa và được tháo bỏ; tuy nhiên, do nhu cầu cấp thiết về tàu chiến, nó lên đường vào ngày 2 tháng 6 chỉ với một chân vịt bên mạn phải. Nó gặp gỡ đoàn tàu vận tải tại Milford Haven, và đến ngày 8 tháng 6 đã có mặt tại khu vực tấn công ngoài khơi Normandy.
Ngày hôm sau Nelson di chuyển đến vị trí số 13 được phân công trong hàng "Dixie Line", để bảo vệ chống tàu ngầm và tàu phóng lôi E-boat Đức chung quanh bãi Omaha. E-boat là một kiểu tàu nhanh nhẹn, có tốc độ và khó bị bắn trúng; trang bị pháo 40 mm và ngư lôi, chúng chuyên về tấn công vào ban đêm. Trong đêm 8-9 tháng 6, nhiều tàu khu trục trong hàng "Dixie Line" đã đụng độ và truy đuổi nhiều chiếc E-boat, đánh chìm hai trong số chúng.
Nelson neo đậu tại vị trí số 13 trong đêm 12 tháng 6; tiếp xúc duy nhất với đối phương chỉ là một quả bom lượn phát nổ một cách vô hại phía đuôi mạn phải con tàu trong đêm đầu tiên tại khu vực. Lúc 01 giờ 05 phút ngày 13 tháng 6, nó bắt được tín hiệu trên màn hình radar, truy hỏi mục tiêu nghi vấn bằng tín hiệu đèn, rồi khai hỏa. Mục tiêu đi chậm lại, đổi hướng và tách thành ba tín hiệu khác nhau; con tàu đã bắn được mười loạt đạn pháo khi một quả ngư lôi đánh trúng nó ngay phía sau tháp pháo số 4, làm nổ tung mất phần đuôi và tháp pháo. Tàu khu trục hộ tống Maloy (DE-791) đã túc trực để hỗ trợ, và Nelson được kéo rút lui về tuyến sau. 24 thành viên thủy thủ đoàn của nó đã thiệt mạng hay mất tích, và thêm chín người khác bị thương. Sau khi được sửa chữa khẩn cấp tại Derry, Bắc Ireland, nơi tháp pháo số 2 và các ống phóng ngư lôi được tháo dỡ như một biện pháp giảm bớt trọng lượng để tăng độ ổn định, con tàu được kéo về Xưởng hải quân Boston nơi nó được nhận một đuôi tàu mới.

### Các hoạt động tiếp theo và sau chiến tranh

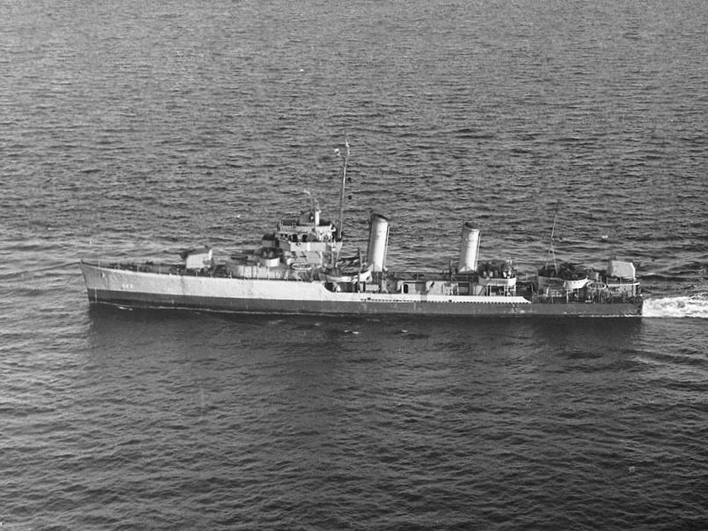
Nelson đang được kéo quay về Boston để sửa chữa, sau khi bị mất phần đuôi tàu sau tháp pháo số 4 bởi ngư lôi phóng từ tàu E-boat Đức ngày 13 tháng 6 năm 1944 ngoài khơi Normandy.

Công việc sửa chữa hoàn tất vào ngày 23 tháng 11, khi Nelson quay trở lại nhiệm vụ tuần tra Đại Tây Dương. Trong tháng 12, nó đi đến Plymouth, Anh, tuần tra chống tàu ngầm trên đường đi. Nó khởi hành từ New York vào cuối tháng 2 năm 1945 cho một chuyến hộ tống vận tải sang Oran, Algeria, quay trở về vào ngày 31 tháng 3.
Trong suốt tháng 4 và tháng 5, Nelson phục vụ như tàu canh phòng máy bay và bảo vệ cho tàu sân bay hộ tống Card (CVE-11). Chiếc tàu khu trục băng qua kênh đào Panama vào ngày 1 tháng 8 để đi Trân Châu Cảng, ở lại trong vịnh Tokyo từ ngày 3 đến ngày 14 tháng 9, sau khi Nhật Bản đầu hàng. Trong nữa cuối tháng 9, nó đi đến Okinawa, Triều Tiên và Singapore, đến nơi vào ngày 24 tháng 9. Trên đường quay trở về nhà, nó dừng tại Colombo, Ceylon vào ngày 30 tháng 9, để rồi lại khởi hành đi vào ngày 3 tháng 11, đi ngang qua Cape Town, Nam Phi, và về đến New York vào ngày 6 tháng 12.
Nelson lên đường đi Charleston, South Carolina vào ngày 29 tháng 1 năm 1946. Nó được cho xuất biên chế vào tháng 1 năm 1947 và đưa về Hạm đội Dự bị Đại Tây Dương, neo đậu tại Charleston. Tên nó được cho rút khỏi danh sách Đăng bạ Hải quân vào ngày 1 tháng 3 năm 1968, và nó bị bán để tháo dỡ vào tháng 7 năm 1969.

## Phần thưởng
Nelson được tặng thưởng hai Ngôi sao Chiến trận do thành tích phục vụ trong Thế Chiến II.